# آنا کوینکوود
آنا کوینکوود (انگلیسی: Anna Quinquaud; ۵ مارس ۱۸۹۰ – ۲۵ دسامبر ۱۹۸۴) مجسمه‌ساز اهل فرانسه بود.

## افتخارات
همچنین برندهٔ جوایزی همچون لژیون دونور (شوالیه) شده‌است.